# 12583 Букджин
12583 Букджин (12583 Buckjean) — астероїд головного поясу, відкритий 11 вересня 1999 року.
Тіссеранів параметр щодо Юпітера — 3,228.